# Torre de la Roca Fesa
La Torre de la Roca Fesa, dita també Torre Nova o Torre de Cala Santanyí, és una torre de guaita de Mallorca situada a l'entrada de Cala Santanyí. Fou construïda a mitjan segle xvii i està declarada Bé d'Interès Cultural.
La Torre de la Roca Fesa no feia part del sistema de comunicació perimetral de l'illa, per mitjà del qual tota la costa de Mallorca estava comunicada amb torres de guaita, sinó que servia exclusivament per vigilar Cala Santanyí i Cala Llombards, l'entrada de les quals no és visible de la Torre de Cala Figuera estant.

## Descripció
Està situada a 31 msnm, entre Cala Santanyí i el Caló de n'Estrany o Caló de les Agulles, amb perspectiva per vetlar i defensar les entrades de Cala Santanyí i Cala Llombards.
Estructuralment, és molt semblant a la veïna Torre d'en Beu, que és cent anys més antiga. Té forma gairebé cilíndrica, molt lleugerament cònica, amb un peu atalussat que fa de sòcol. És feta de pedra calcària i argamassa, i té quatre nervis de marès per donar-li rigidesa. El portal, situat a 5 m d'alçada, tenia accés amb una escala de braó, i actualment hi ha instal·lada una escala de fusta. Condueix a un petit corredor que s'obre a la cambra, que té coberta de volta de mitja esfera de marès amb quatre nervis que formen dos arcs entrellaçats. El buit per pujar al terrat tenia una escala, i a dalt era protegit per un porxo de fusta per evitar que entràs l'aigua i per tenir-hi el material d'artilleria. El terrat era entrispolat amb lloses de marès per sostenir una peça d'artilleria, i tenia un matacà que defensava el portal. Al llarg del segle xx, bona part de la volta i tot el terrat s'esfondraren, i la seva configuració actual és de la reforma de 2005.
Devora la torre hi havia les cases dels torrers, d'estructura molt semblant a una barraca de roter, amb cinc habitacions, un forn i un porxo. Aquestes cases foren destruïdes els anys noranta per la construcció d'un carrer de la urbanització de l'entorn.

## Història
El terror que havien causat els atacs corsaris del segle xvi, particularment el de 1531, portà els santanyiners a exigir la construcció de torres de defensa. Inicialment, el sistema de vigilància perimetral per mitjà de torres solament comportava una torre a Cala Figuera (1569), que comunicava amb la del Cap de les Salines. Tot i així, el pànic portà els santanyiners a exigir-ne una que permetés la vigilància a Cala Santanyí i Cala Llombards. El Gran i General Consell concedí el permís el 1663, però no es va fer càrrec de les despeses de l'obra, sufragada pels veïns de Santanyí, mentre que sí que es comprometé a mantenir-la i armar-la. Sembla que el 1667 ja era enllestida.
Com que és una torre del segle xvii, ja fou concebuda per albergar una peça d'artilleria, però no se n'hi documenta cap fins a 1769 (un canó). Fins llavors, consta que els torrers (sempre en parella) eren armats amb espingardes, arcabussos, mosquets, fusells i escopetes. Cap al segle xix, i sobretot després de la conquesta francesa d'Alger el 1830, quan el corsarisme desaparegué definitivament, la utilitat de la torre minvà, i deixà d'estar armada amb artilleria.
El segle xviii ja consta que calien adobs, i el 1850 encara estava en mal estat. El 1867 fou traspassada a Hisenda i venuda a un particular, i la degradació augmentà a causa de les inclemències meteorològiques i l'espoliació fins al punt que al segle xx ja amenaçava de ruïna: solament es conservava una cara de la torre. El 1998, l'Ajuntament de Santanyí va voler restaurar la torre, però la Comissió de Patrimoni Històric del Consell va paralitzar el projecte perquè era poc respectuós amb la construcció original. El 2004 el Ministeri de Cultura va emprendre la reforma, que es va inaugurar el 2006: calgué reconstruir l'alçada original, de 9 metres, i afegir una escala per a accedir a la porta. Aquest projecte també fou criticat, perquè es jutjà mancat de rigor històric i poc respectuós amb elements arquitectònics de gran valor històric.